# Тріумф (фільм, 2020)
Тріумф — французька кінокомедія 2020 року. Режисер Еммануель Курколь; сценаристи Еммануель Курколь та Тьеррі де Карбонньере. Продюсери Марк Бордюр й Робер Гедігян. Світова прем'єра відбулася 28 серпня 2020 року; прем'єра в Україні — 3 лютого 2022 року.

## Про фільм
Актор-невдаха Етьєн має непросте завдання — створити театральну трупу з сумнівного контингенту ув'язнених. Їм разом доведеться зіграти в знаменитій п'єсі Самюеля Беккета «В очікуванні Годо».
Всього за 6 місяців Етьєн повинен перетворити запеклих маргіналів у справжніх артистів, а самому стати режисером.

## Знімались
| Актор         | Роль |
| ------------- | ---- |
| Кад Мерад     |      |
| Софіан Хаммес |      |
| П'єр Лоттін   |      |
| Марина Гендс  |      |
| Лоран Стокер  |      |
| Катрін Ласко  |      |
| Іван Мартін   |      |
| Сенді Массон  |      |